# Inspektorat Mazowiecki Armii Krajowej
Inspektorat Mazowiecki Armii Krajowej – terenowa struktura Okręgu Białystok Armii Krajowej.
W czasie Akcji „Burza” sformowany w obwodzie ostrołęckim 5 pułk ułanów Armii Krajowej 20 sierpnia 1944 dokonał napadu na stanowiska baterii niemieckiej pod wsią Łabędy. Po demobilizacji w Puszczy Kurpiowskiej pozostał oddział por. Kazimierza Stefanowicza „Asa”. Współdziałał on z sowieckimi grupami wywiadowczymi.

## Skład organizacyjny
- Obwód Zambrów
- Obwód Ostrołęka
- Obwód Ostrów Mazowiecka (od lutego 1945?)